# Verdoornianthus
Verdoornianthus là một chi rêu trong họ Lejeuneaceae.